# Länsväg 322
De Zweedse weg 322 (Zweeds: Länsväg 322) is een provinciale weg in de provincie Jämtlands län in Zweden en is circa 48 kilometer lang.

## Plaatsen langs de weg
- Staa
- Sandvika (Noorwegen)

## Knooppunten
- E14 bij Staa
- Aansluiting op Fylkesvei 756 in Noorwegen